# Berta de Saboia
Berta de Saboia, também conhecida como Berta de Turim (21 de setembro de 1051 — Mainz, 27 de dezembro de 1087), foi a primeira esposa do imperador Henrique IV e foi rainha da Germânia e Imperatriz do Sacro Império Romano-Germânico. Com o imperador teve cinco filhos Adelaide, Henrique, Inês da Alemanha, Conrado dos Romanos e o futuro imperador Henrique V. Foi enterrada na catedral de Speyer.

## Família
Berta era filha do Otão I de Saboia (também chamado Otto, Eudes ou Odo) e de Adelaide de Susa. Os seus avós maternos eram Olderico Manfredo II de Turim e Berta de Obertenghi. Os seus avós paternos eram Humberto I de Saboia "O mãos brancas", Conde de Saboia e Auxilia de Lenzburg. Berta tinha quatro irmãos: Pedro I de Saboia, Amadeu II de Saboia, Otão I de Saboia e Adelaide de Turim.

## Vida pessoal
O casamento de Berta e Henrique IV foi arranjado e, por isso, ainda crianças, ficaram noivos em 1055. Enquanto Berta parece ter amado o seu marido desde o início, Henrique parece ter-lhe ganho aversão.

### Noivado
Ainda durante a vida do imperador Henrique III, Berta e Henrique IV, ainda crianças, ficaram noivos a 25 de dezembro de 1055, em Zurique.

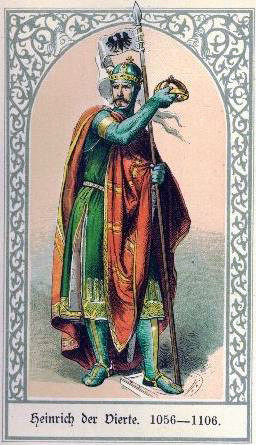
Henrique IV

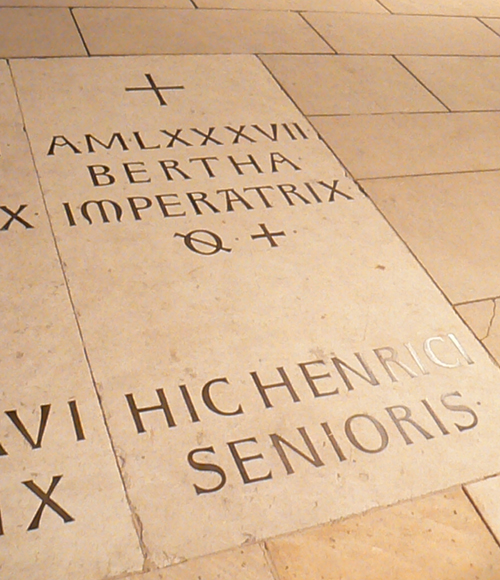
Túmulo de Berta de Saboia

### Casamento
O casamento de Henrique IV e Berta de Saboia ocorreu no dia 13 de julho de 1066 em Trebur.

#### Crise
Enquanto Berta parece ter amado o seu marido desde o início, Henrique parece ter-lhe ganho aversão. Apesar de ela ser uma jovem bonita, o cronista saxão Bruno (Bruno Saxonicus ou Bruno de Merseburg), que não gostava de Henrique, escreveu sobre as constantes infidelidades do imperador: "Tinha sempre duas ou três Kebsweiber (concubinas), além da esposa, mas nunca estava satisfeito. Deu ordens para que, se alguém tivesse uma filha ou esposa, jovens e bonitas, lhe fossem entregues à força. Odiava de tal forma a sua bela e nobre esposa Berta, que nunca a viu, após o casamento, mais do que o necessário, pois tinha-lhe sido imposta."
Em 1069, Henrique começa os procedimentos para o divórcio, fornecendo, para a época, uma razão extraordinariamente honesta para o divórcio: as suas próprias infidelidades. O episcopado alemão não ousou julgar a exigência do rei e pediu apoio ao papa Alexandre II, que enviou como seu legado a Pedro Damião. Um sínodo reunido em Frankfurt am Main rejeitou o divórcio. Aparentemente submetido ao seu destino, um ano depois nascia a primeira filha do imperador com Berta.
Berta acompanhou o marido na perigosa viagem a Canossa, levando consigo o seu filho Conrado de três anos. E permaneceu com o marido de 25 de janeiro a 28 de janeiro de 1077, debaixo de um frio intenso, diante das muralhas do castelo, na tentativa de encontrar uma solução para a disputa entre o papa Gregório VIII e o imperador. 

### Filhos

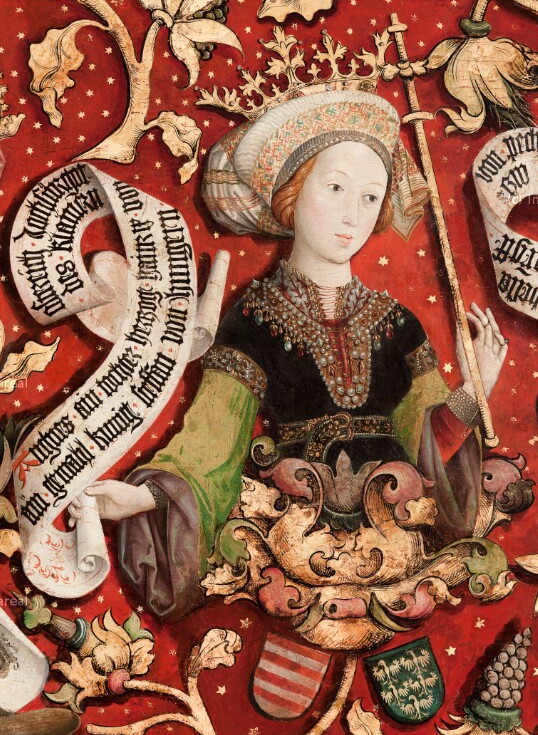
Inês
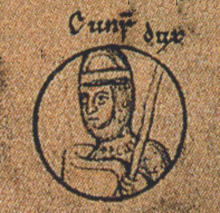
Conrado
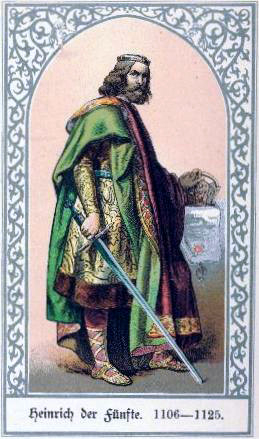
Henrique

Tivera cinco filhos do imperador: 
- Adelaide (1070) morreu ainda em criança;
- Henrique (1071), morreu ainda em criança;
- Inês (1072/73 - 1143), casou por duas vezes, a primeira com Frederico I da Suábia, duque da Suábia e a segunda com Leopoldo III da Áustria;
- Conrado dos Romanos(1074/1101), casado com Constança da Sicília. Sucedeu seu pai no condado e foi Rei dos Romanos;
- O que viria a ser o imperador Henrique V (1086/1125). Casou com Matilde de Inglaterra (7 de fevereiro de 1102 - 10 de setembro de 1169), filha do rei Henrique I de Inglaterra (1068 - 1 de dezembro de 1135) e de Matilde de Ringelheim (1080 - 1 de maio de 1118).

### Coroação como Imperatriz
Com Henrique, Berta viajou para Roma onde, a 31 de março de 1084, foi coroada imperatriz.

### Morte
Morreu a 27 de dezembro de 1087, em Mogúncia. Foi enterrada na catedral de Speyer.

## Títulos, honras e brasão de armas

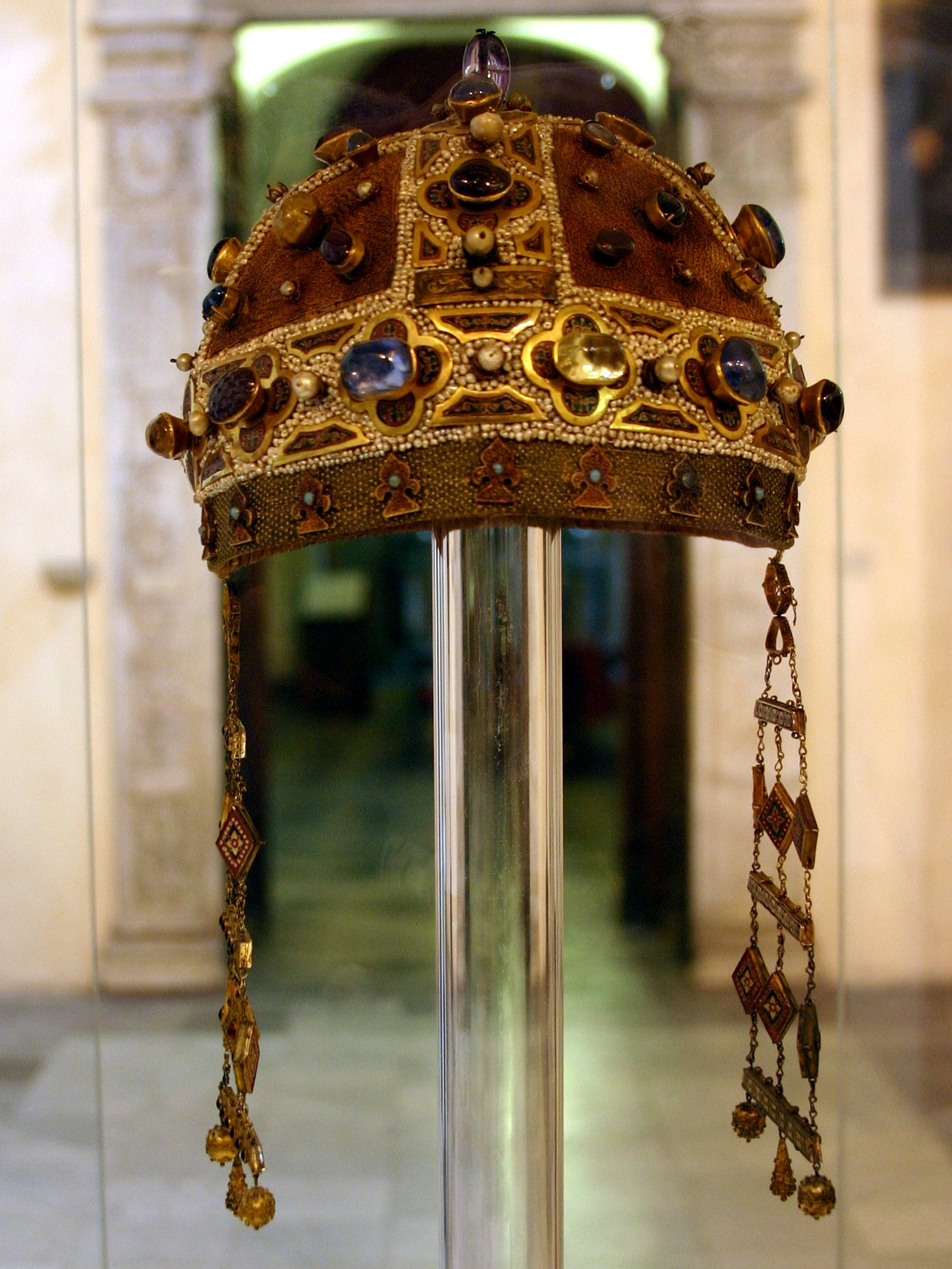
Coroa de uma Imperatriz do Sacro Império Romano.

A família de Berta pertencia á Casa de Saboia e Henrique IV pertencia á dinastia Saliana.

### Títulos
- 1066-1087: Rainha da Germânia (título recebido no casamento com Henrique IV do Sacro Império Romano-Germânico)
- 1084-1087: Imperatriz do Sacro Império Romano-Germânico (título recebido no casamento com Henrique IV do Sacro Império Romano-Germânico)

O título completo de Berta, enquanto esteve casada com o imperador Henrique IV, era "Sua Magestade a Imperatriz do Sacro Império Romano-Germânico e Rainha da Germânia".